# 産山村立産山学園
産山村立産山学園（うぶやまそんりつ うぶやまがくえん）は、熊本県阿蘇郡産山村山鹿にある公立の義務教育学校。

## 概要
産山村では、当村で教育を受けてよかったと実感できる教育を創造している。2004年4月より、熊本県下に先かげて2学期制を導入し、2007年4月より、村内の小学校2校が統合され、中学校と併設された。2007年4月から2009年3月まで、構造改革特区（小中一貫教育特区）を受け、小中一貫教育を施行した。2009年4月より、当校は文部科学省承認教育課程特例校として、小中一貫教育（5・2・2制）を推進しつつあり、2018年、義務教育学校へ移行した。

## 沿革

### 経緯
2007年、産山村立産山小中学校は、小中一貫教育特区を受けて、産山村立産山小学校と産山村立産山中学校との施設併設型一貫校として設立された。2018年、義務教育学校へ移行。

### 年表
産山村立産山小学校
- 2007年4月1日 - 産山村立山鹿小学校、産山村立産山北部小学校が統合し、産山村立産山小学校創立。

産山村立産山中学校
- 1947年 - 産山村立産山中学校創立。田尻分教場設置。
- 1954年 - 田尻分教場を統合。
- 2004年4月 - 2学期制を導入

産山村立産山小中学校
- 2007年4月1日 - 産山村立産山小学校と産山村立産山中学校との小中一貫校として開校。

産山村立産山学園
- 2018年4月1日 - 義務教育学校 産山村立産山学園に移行[2]

## 教育方針
産山村で教育を受けてよかったと実感できる教育の創造
- 子供たちに確かな学力をつける
- 郷土を知り、郷土を愛する子どもたちを育てる
- 小・中学校の段差を低くして教育効果を上げる
- 地域と学校が協力して、学校教育の充実を図る

## 学校行事
| - 4月 始業式・合同入学式 - 5月 小中合同体育祭 - 6月 阿蘇郡市中体連 | - 7月 ヒゴタイ交流（派遣） - 8月 職場体験など - 9月 | - 10月 ヒゴタイ交流（受け入れ） - 11月 小中学習発表会 - 12月 修学旅行 | - 1月 - 2月 - 3月 合同卒業式・修了式 |

## 生徒会活動
産山中学校で実施
- 放送委員会
- 保健給食委員会
- 環境委員会
- 学習図書委員会
- 生活体育委員会[3]

## 部活動
産山中学校で実施
- 野球部（男子、女子）
- バドミントン部（男子、女子）

## 通学区域
- 産山村
  - 全域

## 交通
- 産交バス産山学園前バス停すぐ

## ヒゴタイ交流
産山村の村おこしの一環として、タイ王国の中学校と当校の交換留学生による国際交流が行われ、「ヒゴタイ交流」とよばれる。その名称の由来は、肥後とタイ王国、そして産山村の村花であるヒゴタイにちなんだものである。1988年7月に協定書を締結して以来、毎年交流が続けられている。当校の派遣生は、姉妹校であるタイ国のカセサート大学附属中学校に派遣され、夏休み中に3週間タイでホームステイをして、文化交流や国際理解のための活動を行っている。そして10月にはタイからの派遣生を迎え、産山村にホームステイをして、日本の生活を体験する。2004年には、この交流が高く評価され、第35回博報賞（文化教養育成部門）及び文部科学大臣奨励賞を受賞した。